# Селезнёв, Николай Илларионович
Никола́й Илларио́нович Селезнёв (1917 — 1993) — сержант Рабоче-крестьянской Красной Армии, участник Великой Отечественной войны, Герой Советского Союза (1944).

## Биография
Николай Селезнёв родился 29 мая 1917 года в селе Борщёво (ныне — Хохольский район Воронежской области). После окончания четырёх классов школы работал плотником. В 1938 году Селезнёв был призван на службу в Рабоче-крестьянскую Красную Армию. С июля 1942 года — на фронтах Великой Отечественной войны.
К октябрю 1943 года гвардии сержант Николай Селезнёв командовал отделением автоматчиков 186-го гвардейского стрелкового полка 62-й гвардейской стрелковой дивизии 37-й армии 2-го Украинского фронта. Отличился во время освобождения Днепропетровской области Украинской ССР. 21 октября 1943 года отделение Селезнёва участвовало в отражении немецкой контратаки на штаб полка в районе посёлка Кадетский Верхнеднепровского района. В том бою Селезнёв получил ранение, но продолжал сражаться.
Указом Президиума Верховного Совета СССР «О присвоении звания Героя Советского Союза генералам, офицерскому, сержантскому и рядовому составу Красной Армии» от 22 февраля 1944 года за «образцовое выполнение боевых заданий командования при форсировании реки Днепр, развитие боевых успехов на правом берегу реки и проявленные при этом отвагу и геройство» с вручением ордена Ленина и медали «Золотая Звезда» (№ 3437).
После окончания войны Селезнёв был демобилизован. Проживал и работал на родине. Умер 24 февраля 1993 года.
Был также награждён орденом Отечественной войны 1-й степени и рядом медалей.